# روابط ایران و سودان
روابط ایران و سودان (انگلیسی: Iran–Sudan relations) روابط فی‌مابین دو کشور ایران و سودان است. این دو کشور نزدیک به سه دهه رابطه دیپلماتیک، اقتصادی و نظامی داشتند و هر دو کشور از این رابطه نزدیک اظهار رضایت می‌کردند.
سودان در مارس ۲۰۱۵ ساعاتی قبل از پیوستن به عملیات عربستان سعودی در یمن تصمیم به اخراج کلیه ایرانیان از سودان گرفت. رئیس‌جمهور سودان گفت که، پیوستن به ائتلاف عربی در محاسبه اقتصادی بسیار به نفع اقتصاد شکننده سودان بوده و از پیوستن جامعه سودان به داعش جلوگیری می‌کند و برای امنیت منطقه بسیار ضروری است. این تصمیم سودان و راه یافتن آن به ائتلاف کشورهای عربی با استقبال مطبوعات و جامعه عربی مواجه شد. در ۴ ژانویه ۲۰۱۶ سودان کلیه روابط دیپلماتیک خود را به دلیل تنش‌های بین عربستان سعودی و ایران قطع کرد و روابط بین دو کشور به سردی گرایید. دو کشور ایران و سودان در اکتبر ۲۰۲۳ روابط یکدیگر را از سر گرفتند.

## تاریخچه
سودان روابط خوبی با شاه ایران داشت و تعدادی وام قبل از انقلاب ایران، بمنظور تأمین امنیت دریافت کرده بود. پس از انقلاب ایران، در جنگ ایران و عراق، سودان از عراق در راستای سیاست اتحادیه عرب حمایت می‌کرد. در اواخر سال ۱۹۸۰ صادق المهدی، نخست‌وزیر سودان بمنظور برقراری رابطه با ایران یک سفر رسمی به ایران کرد. پس از کودتای نظامی در سودان که منجر به روی کار آمدن عمر البشیر شد، رابطه ایران و سودان نزدیک شد، رابطه نزدیک با ایران، به اسلامیزه شدن سودان کمک می‌کرد.
در دوران جنگ سرد سودان نزدیک‌ترین متحد ایران در آفریقا بود، سودان تنها کشور آفریقایی تحت حکومت اسلام گرایان بود. علی‌رغم شکاف بین شیعه و سنی در دو کشور، رابطه آنها بسرعت نزدیک می‌شد. در سال ۱۹۹۱ رئیس‌جمهور ایران علی اکبر رفسنجانی به همراه یک هیئت ۱۵۰ نفره یک سفر رسمی به خارطوم داشت، در این سفر وی گفت که انقلاب اسلامی سودان در کنار انقلاب پیشگام ایران بدون شک می‌تواند منبع حرکت و انقلاب در جهان اسلام باشد.
برای اولین بار در آوریل ۲۰۰۶ رئیس‌جمهور سودان به ایران رفت و با سید علی خامنه‌ای و محمود احمدی‌نژاد ملاقات کرد.
در فوریه ۲۰۰۷ محمود احمدی‌نژاد به سودان سفر کرد و با عمر البشیر رئیس‌جمهور سودان ملاقات کرد. طی این سفر محمود احمدی‌نژاد بر آمادگی کامل جمهوری اسلامی ایران برای انتقال تجربیات خود به سودان در بخش‌های مختلف تأکید کرد.
بدنبال حکم بازداشت رئیس‌جمهور سودان در ژوئن ۲۰۰۸ بعد از درگیریهای سودان شمال و جنوبی که منجر به کشته شدن تعداد زیادی از دو طرف شد. جمهوری اسلامی ایران بمنظور نزدیکی بیشتر به سودان به این حکم انتقاد کرد و این موضوع باعث استحکام روابط ایران و سودان شد.

## روابط اقتصادی
کشور سودان یک کشور اسلامی و فقیر است و جمهوری اسلامی ایران طی این مدت با سرمایه‌گذاری در این کشور روابط مستحکمی با سودان برقرار کرده بود. جمهوری اسلامی ایران همواره از کشور سودان به عنوان یک کشور مناسب و دارای ظرفیت‌های انقلابی و اسلامی برای ایجاد رابطه فرهنگی و اقتصادی نام می‌برد.
در سال ۱۹۹۱ شواهدی از افزایش روابط اقتصادی و نظامی بین ایران و سودان مشاهده شده‌است. تعداد زیادی از رهبران بلندپایه ایران از سودان بازدید کردند و در آن زمان قراردادهای تجاری بین دو کشور بسته شد. روابط اقتصادی دو جانبه سودان یک منطقه تمرکز بین سودان و ایران شد. شک بر این بود که ایران سالانه یک میلیون تن نفت سودان را تأمین می‌کرد.
در دسامبر ۲۰۰۴ جمهوری اسلامی ایران اعلام کرد که فعالیتهای بخش خصوصی ایران در سودان افزایش خواهد یافت.
در اکتبر ۲۰۱۲ تصفیه‌خانه آب عطبره سودان به همت مهندسان ایرانی و تأمین مالی ۱۷۷ میلیون دلاری بانک توسعه صادرات احداث و به بهره‌برداری رسید. در اکتبر ۲۰۱۲ بعد از حمله اسرائیل به بخشهایی از کارخانه مهمات سازی یرموک در سودان، خبرهایی در مطبوعات عربی مبنی بر اینکه این کارخانه توسط سپاه پاسداران جمهوری اسلامی تأسیس و راه اندازی شده‌است، منتشر شد. بعد از حمله اسرائیل به کارخانه دو کشتی جنگی ایران به بندر پورت سودان در ساحل دریای سرخ بمدت سه روز لنگر انداختند.

## روابط نظامی
در نوامبر سال ۱۹۹۳ گزارش شد که ایران به سودان برای خرید ۲۰ هلیکوپتر تهاجمی از چین کمک مالی کرده‌است. ایران در کمک ۱۷ میلیون دلاری به دولت سودان متعهد شد و تأمین ۳۰۰ میلیون دلار تسلیحات چینی برای ارتش سودان را پرداخت کرد.
بر اساس گزارش‌های منتشر شده، ایران ۲۰۰۰ نفر از نیروهای سپاه پاسداران را به سودان اعزام کرد. علی اکبر ترکان، وزیر دفاع ایران، با فرمانده ارتش سودان بمنظور کمکهای نظامی بیشتر ملاقات کرد. سودان ارتش خود را بعد از آموزش توسط سپاه پاسداران ایران بازسازی کرد.
در سال ۱۹۹۵ یک هیئت نظامی ایران بمنظور تأمین نیازمندیهای نظامی سودان از خارطوم بازدید کرد. ایران اقدام به تأمین خودروهای نظامی، توپخانه سنگین، تجهیزات راداری برای ارتش سودان کرد. در سال بعد، دو کشور توافقنامه‌ای برای گسترش دامنه همکاری‌های خود امضا کردند.
در آوریل ۱۹۹۶ دولت سودان موافقت کرد که نیروی دریایی ایران از تأسیسات دریایی سودان استفاده کند و مابازاء آن ایران به سودان برای خرید تجهیزات نظامی کمک مالی بکند، که به درخواست سودان برای درخواستهای کمک نظامی در سال ۱۹۹۷ بود. ایران بمنظور حفظ و نگهداری تجهیزات نظامی به سودان کمک مالی کرد. غرب نسبت به روابط رو به رشد ایران و سودان اظهار نگرانی عمیق کرد. ایران در حداقل ۱۰ اردوگاه اقدام به آموزش شبه نظامیانی که با جبهه مقاومت تحت حمایت ایران بودند می‌کرد. در سال ۱۹۹۳ وزار خارجه آمریکا نام سودان را به نام کشورهای حامی تروریسم اضافه کرد.
در سال ۲۰۰۸ مصطفی نجار وزیر دفاع ایران با همتای سودانی خود محمد حسین عبدالرحمان یک تفاهمنامه همکاری نظامی امضا کردند.
در جریان جنگ داخلی لیبی در سال ۲۰۱۱، سازمانهای اطلاعاتی غربی گزارش دادند که نیروی قدس ایران ده‌ها موشک سطح به هوای ساخت روسیه را از لیبی منتقل کرده و آنها را از مرز به سودان منتقل کرده‌است. بر اساس این گزارش این تسلیحات شامل موشکهای SA-24 که در سال ۲۰۰۴ به لیبی فروخته شد، می‌شد. مقامات رسمی اطلاعاتی، همچنین بر عقیده بودند که سلاح‌های دیگری که از قذافی کشف و ضبط شده بود در یک تأسیسات مخفی در شمال دارفور که در دست نیروهای سپاه پاسداران ایران بود، نگهداری می‌شد.
در یک سند درز داده شده در تابستان ۲۰۱۴ آمده‌است که رابطه بین سودان و ایران رابطه استراتژیک نظامی و دفاعی است. ژنرال صدیق عامر مدیر کل اطلاعات و امنیت سودان گفت ”ایران بزرگترین متحد ما در منطقه از نظر همکاری‌های در زمنیه اطلاعاتی و محصولات صنایع نظامی می‌باشد”.

## روابط سیاسی
در طول هفته آخر ماه آوریل ۲۰۰۶، رئیس‌جمهور سودان، عمر البشیر، با تعدادی از چهره‌های سرشناس ایران شامل رهبر انقلاب علی خامنه‌ای و رئیس‌جمهور محمود احمدی‌نژاد دیدار کرد. در کنفرانس مطبوعاتی مشترک‌البشیر با احمدی‌نژاد در ۲۴ آوریل، احمدی‌نژاد توضیح داد که گسترش رابطه بین دو کشور در خدمت منافع هر دو کشور و منطقه و جهان اسلام و بویژه تقویت صلح و ثبات در منطقه است. قبل از اینکه کنفرانس بپایان برسد البشیر پیشرفت‌های موفقیت‌آمیز ”اهداف صلح طلبانه انرژی هسته‌ای” ایران را تبریک گفت، در حالی که احمدی‌نژاد مخالفت خود را از حضور صلح بانان سازمان ملل در دارفور را اعلام کرد.
رئیس‌جمهور عمر البشیر در ژوئیه ۲۰۱۱ از ایران و محمود احمدی‌نژاد در سپتامبر ۲۰۱۱ از خارطوم بمنظور بحث در ابعاد استراتژیک منطقه‌ای و بین‌المللی بازدید کردند.
در اکتبر ۲۰۱۱ احمدی‌نژاد اظهار داشت که رابطه ایران و سودان بر اساس ارزشهای اسلامی بنا شده‌است، بعدها بشیر اظهار داشت که سودان قصد دارد قانون اساسی خود را بر اساس قوانین اسلام در دولت تغییر دهد.
در ۸ دسامبر ۲۰۱۲ دو کشتی جنگی ایران در بندر سودان لنگر انداختند. نیروی دریایی ایران به عنوان بندر دوم خود بمدت ۵ هفته در این بندر بسر بردند. نیروی دریایی ایران اعلام کرد که ناوچه ۱۴۰۰ تنی جماران با حمایت کشتی ۴۷۰۰ تنی بوشهر لنگر بعد از انجام ماموریت‌های موفقیت‌آمیز خود در دریای سرخ در بندر سودان از طرف فرماندهان نیروی دریایی سودان مورد استقبال قرار گرفتند.
سخنگوی ارتش سودان ساوارمی خالد سعید اعلام کرد که حضور کشتی‌های جنگی ایران در ۳۰ نوامبر بخشی از مبادلات دیپلماتیک و نظامی بین دو کشور محسوب می‌شود و برای سه روز می‌باشد. پیش از این، دو کشتی نیروی دریایی ایران بنام کشتی خارک و ناوچه دریاسالار نقدی حدود دو روز در بندر سودان در اواخر اکتبر ۲۰۱۲ لنگر انداخته بودند.

## روابط فرهنگی
رایزن فرهنگی ایران در سودان در سالهای ۲۰۰۴ تا ۲۰۱۰ بمدت ۵ سال و نیم شیخ ابراهیم انصاری بود. انصاری بعد از آن به لبنان رفت و در سال ۲۰۱۳ در انفجار سفارت ایران در لبنان کشته شدزندگینامه انصاری نشان می‌دهد که وی یکی از عناصر اصلی اشاعه شیعه در کشورهای دیگر بوده‌است.
بعد از انصاری شیخ ملکوتی‌تبار رایزن فرهنگی ایران در سودان شد.

## قطع رابطه سودان با ایران
در سپتامبر ۲۰۱۴ وزارت‌خارجه سودان تصمیم به بستن رایزنی فرهنگی ایران در خارطوم را بطور قطعی اعلام کرد و گفت که در این مورد هیچ‌گونه تجدید نظری صورت نخواهد گرفت، رسانه‌ها به نقل از مقامات سودانی دلیل بسته شدن رایزنی فرهنگی ایران در سودان را اشاعه فرهنگ شیعه در این کشور ذکر کردند.
در ۴ ژانویه ۲۰۱۶ در واکنش به حکم اعدام شیخ نمر در عربستان افرادی از بسیج جمهوری اسلامی اقدام به حمله و آتش زدن سفارت عربستان در تهران و مشهد کردند بعد از این واقعه عربستان با اخراج کلیه نفرات سفارت ایران در عربستان اعلام کرد که با ایران قطع رابطه می‌کند.
بدنبال آن برخی از کشورهای عربی ازجمله سودان نیز در حمایت از عربستان با جمهوری اسلامی ایران قطع رابطه کرده و سفیر ایران را از سودان اخراج کرد.
در ۲۷ ژوئن ۲۰۱۵ بعد از تصمیم دولت سودان مبنی بر بستن رایزن فرهنگی ایران در سودان، جمهوری اسلامی ایران کلیه طرح‌های عمرانی خود در سودان را متوقف کرد. این طرحها شامل پروژه ایستگاه آب در شهر ام درمان و ساخت پل در پایتخت بر روی رودخانه نیل بود.در همین تاریخ رئیس‌جمهور سودان اعلام کرد که ایران قصد سیطره بر کشورهای عربی را دارد.
در دسامبر ۲۰۱۵ برای اولین بار ریاست جمهوری سودان هیئت دیپلماتیک جمهوری اسلامی ایران را اخراج کرد و سفیر خود را از تهران فراخواند و این در حالی بود که پیش از این سودان یکی از حامیان سرسخت جمهوری اسلامی ایران بود.
در ۱۳ مارس ۲۰۱۷ دولت سودان از دادن ویزا به هیئت ایران برای شرکت در اجلاسICAPP در سودان خودداری کرد.

## از سرگیری روابط سودان و ایران
در تاریخ اکتبر ۲۰۲۳ ایران و سودان در بیانیه‌ای مشترک ضمن اعلام از سرگیری روابط دیپلماتیک، توافق کردند که اقدامات لازم را برای گشایش سفارتخانه‌های ۲ کشور در آینده نزدیک صورت دهند.